# Blue Creek (Rio Hondo)
Der Blue Creek oder Rio Azul (dt.: Blauer Fluss) ist ein Zufluss des Rio Hondo im Grenzgebiet von Guatemala, Mexiko und Belize.

## Geographie
Der Blue Creek entspringt in der Ebene östlich des Rio Bravo Escarpments. Vor allem der Zufluss Booth’s River (Rio Booth) kommt aus etwa 12 km Entfernung aus dem Süden. Er entspringt am Booth’s River Escarpment. Der eigentliche Blue Creek ist nicht ganz so lang. Aber er gibt seinen Namen der archäologischen Stätte Blue Creek in der Nähe von La Union/Blue Creek Village, sowie den Ruinen von Río Azul (Guatemala). Bei Blue Creek Village bildet der Fluss auch die Laguna Azul Falls (Spanish Falls), den See Laguna Azul und kurz vor seiner Mündung in den Rio Hondo wird er am Blue Creek Dam aufgestaut.
Seine einzigartige Tiefland-Umgebung hat das landwirtschaftliche und wirtschaftliche Wachstum der antiken Mayakultur begünstigt, so dass die Archäologischen Stätten besonders lohnende Ausgrabungsziele waren. Die Ruinen reichen bis an das Bravo Escarpment heran.